# Érik Boisse
Érik Boisse (Clichy, 14 de março de 1980) é um ex-esgrimista francês, campeão olímpico por equipes nos Jogos de Atenas e vencedor de múltiplas medalhas mundiais e continentais. Em 2004, foi condecorado Cavaleiro da Ordem Nacional da Legião de Honra.

## Palmarès
Jogos Olímpicos
| Ano  | Local  | Evento             | Posição | Ref.  |
| ---- | ------ | ------------------ | ------- | ----- |
| 2004 | Atenas | Espada por equipes | 1.ª     | [ 2 ] |

Campeonatos Mundiais
| Ano  | Local           | Evento             | Posição | Ref.  |
| ---- | --------------- | ------------------ | ------- | ----- |
| 2005 | Lípsia          | Espada por equipes | 1.ª     | [ 2 ] |
| 2006 | Turim           | Espada por equipes | 1.ª     | [ 2 ] |
| 2007 | São Petersburgo | Espada por equipes | 1.ª     | [ 2 ] |
| 2007 | São Petersburgo | Espada individual  | 2.ª     | [ 2 ] |

Campeonatos Europeus
| Ano  | Local    | Evento             | Posição | Ref.  |
| ---- | -------- | ------------------ | ------- | ----- |
| 2002 | Moscou   | Espada por equipes | 1.ª     | [ 2 ] |
| 2001 | Coblença | Espada por equipes | 3.ª     | [ 2 ] |
| 2007 | Gante    | Espada por equipes | 3.ª     | [ 2 ] |

## Condecorações
- Cavaleiro da Ordem Nacional da Legião de Honra (24 de setembro de 2004)[3]